# Ooid

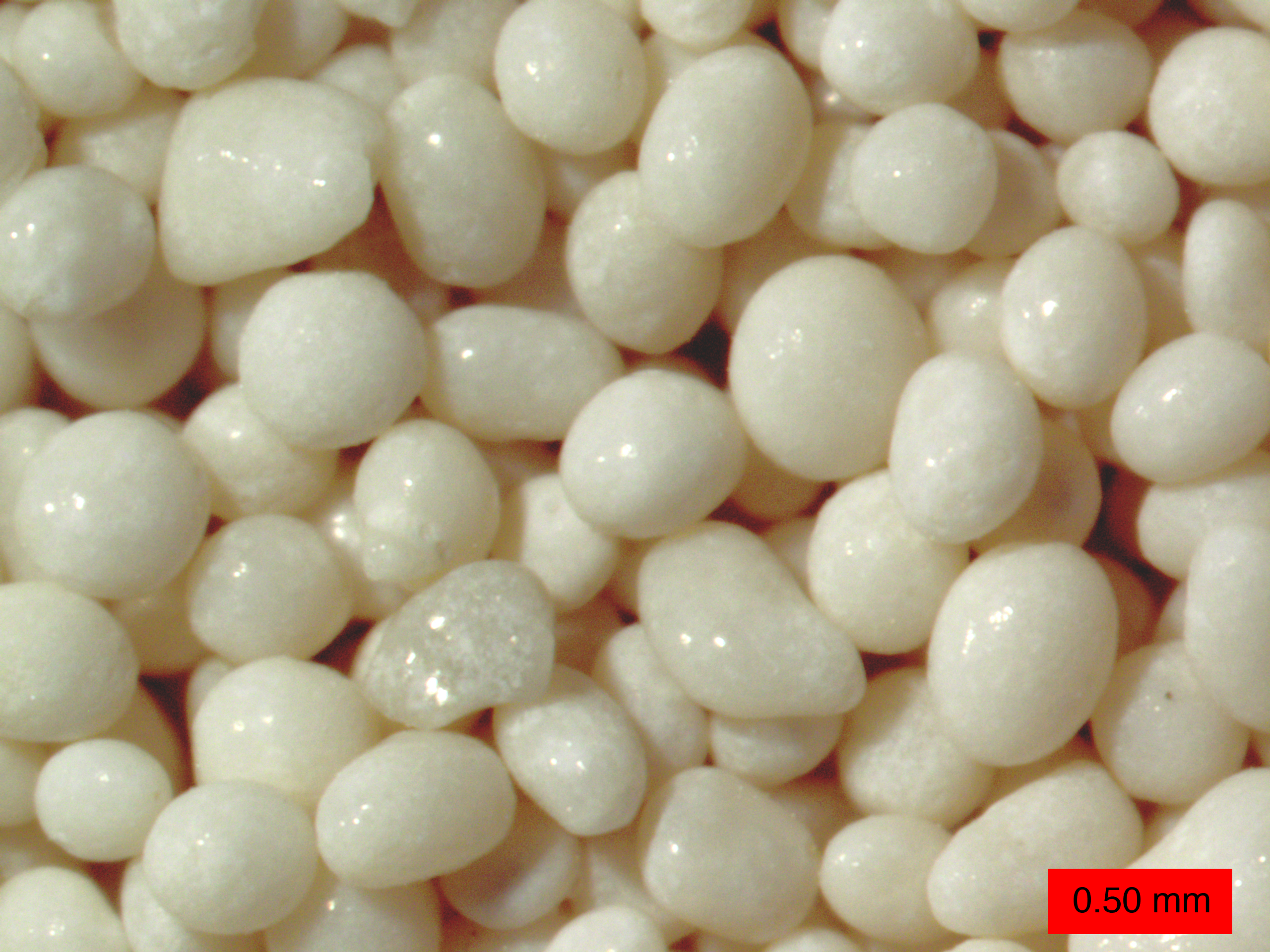
Rezente Kalk-Ooide, Bahamas

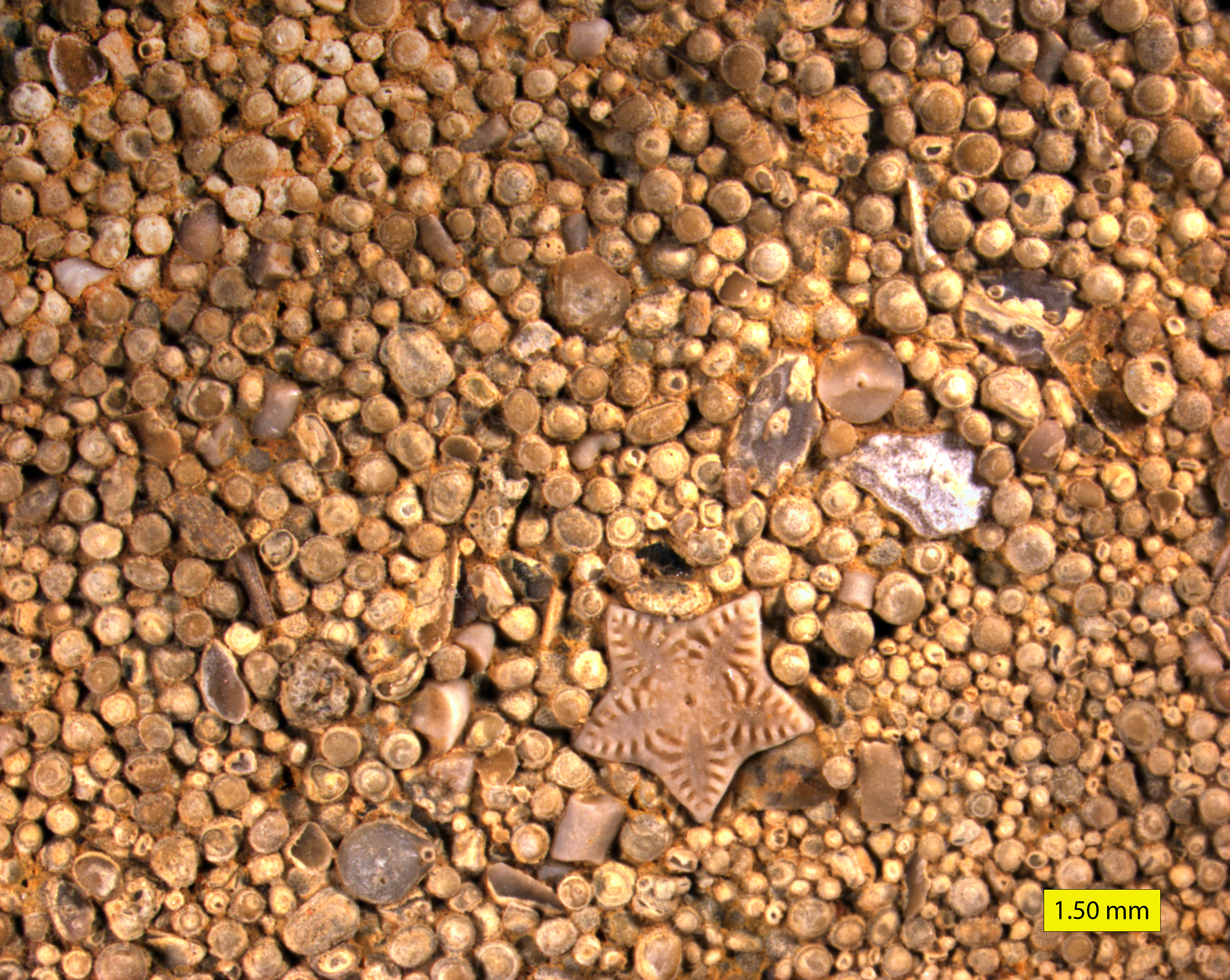
Fossile Ooide in einem Oolith aus der mitteljurassischen Carmel-Formation, Utah (USA)

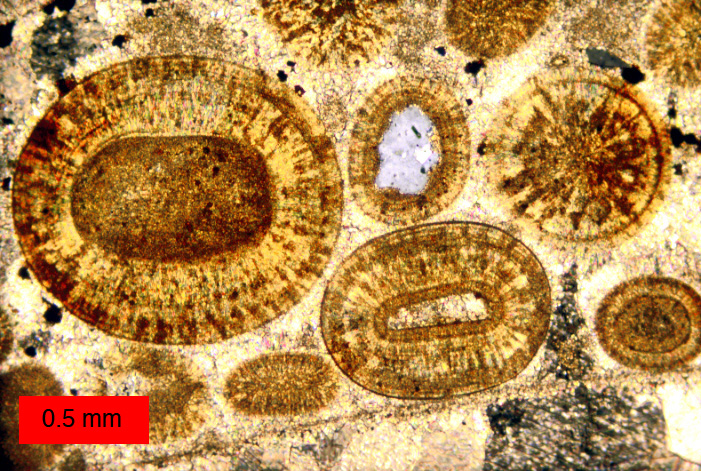
Dünnschliff eines Ooliths aus der mitteljurassischen Carmel-Formation in Utah (USA). Der größte Ooid misst etwa 1,2 mm. Im Zentrum erkennbar sind die Kristallisationskeime.

Ooide (gr. oon „Ei“) sind kugelig-ovale bis erbsengroße Mineralkörper, die sich aus konzentrischen Anwachsschalen oder radial-faserig um einen meist andersartigen Kern bilden. Ooide können aus verschiedenen Mineralen bestehen, am häufigsten sind Kalkooide. Ähnliche Partikel mit größerem Durchmesser sind die Pisoide.
Oolithe sind Sedimentgesteine und bestehen aus Ooiden, die mit einem Bindemittel verkittet sind. Sie werden, abhängig vom Mineral, aus dem die Ooide hauptsächlich bestehen, unterschiedlich benannt (Rogenstein, Erbsenstein, Eisenoolith, Kieseloolith).

## Bildung
Damit sich Ooide bilden, sind zwei Voraussetzungen nötig: Zum einen muss eine hohe Konzentration an Calciumcarbonat im Wasser vorhanden sein (übersättigte Lösung), zum anderen muss das Wasser in Bewegung gehalten werden, damit die sich bildenden Ooide ihre runde Form erhalten. Daher sind Lagunen, in denen leichte Wellenbewegungen herrschen, Bildungsräume für Ooide.
Sind die beiden zuvor beschrieben Bedingungen erfüllt, so ist außerdem ein Kristallisationskeim, z. B. ein Sandkorn, Voraussetzung zur Bildung eines Ooids. Um diesen Keim beginnen sich nun Lagen von Kalk oder Eisen aus dem Wasser abzuscheiden. Dieser Vorgang hält so lange an, bis der Körper zu schwer wird und auf den Grund sinkt. Deshalb besitzen Ooide nahezu gleiche Größe. In manchen Ooiden lassen sich die Kristallisationskeime noch erkennen.

## Eisenooide
Eisenooide sind Ooide aus Limonit (Brauneisenstein) oder Hämatit (Roteisenstein). Diese bilden sich auch im Meer und stellen Eisenhydroxidfällungen dar, die sich an Kaolinitplättchen anlagern.